# 김보민 (의사)
김보민은 대한민국의 의사이며, 봄날에민내과의 원장이자 소화기내과 전문의이다.

## 방송 출연
- SBS 《모닝와이드》 - 인터뷰 출연
- SBS 《살맛나는 오늘》 - 인터뷰 출연
- SBS 《일요 특선 다큐멘터리》 - 인터뷰 출연
- SBS 《세 개의 시선》 - 인터뷰 출연
- SBS 《좋은 아침》 - 자문의 패널
- SBS 《오늘부터 인생 2막》 - 자문의 패널
- KBS2 《굿모닝 대한민국》 - 자문의 패널
- MBC 《생방송 오늘아침》 - 인터뷰 출연
- MBC 《기분 좋은 날》 - 자문의 패널
- MBC 《최강백세》 - 자문의 패널
- JTBC 《다큐플러스》 - 인터뷰 출연
- JTBC 《다큐초이스》 - 인터뷰 출연
- JTBC 《한 번 더 리즈시절》 - 인터뷰 출연
- JTBC 《위대한 식탁》 - 인터뷰 출연
- JTBC 《내 몸을 살리는 흥신소》 - 자문의 패널
- JTBC 《최고의 처방 미라클 푸드》 - 자문의 패널
- JTBC 《사연 있는 쌀롱하우스》 - 자문의 패널
- JTBC 《중독자들》 - 자문의 패널
- JTBC 《중독자들 어벤져스》 - 자문의 패널
- JTBC 《건강한 발견 배우자》 - 자문의 패널
- JTBC 《TV정보쇼 알짜왕》 - 자문의 패널
- JTBC 《닥터들의 썰왕썰래》 - 자문의 패널
- JTBC 《너의 살던 고향은》 - 자문의 패널
- TV조선 《내 몸을 살리는 발견 유레카》 - 인터뷰 출연
- TV조선 《인생의 연장전》 - 인터뷰 출연
- TV조선 《소문난 건강법》 - 인터뷰 출연
- TV조선 《더 위대한 유산》 - 인터뷰 출연
- TV조선 《신의 한 수》 - 인터뷰 출연
- TV조선 《굿모닝 정보세상》 - 자문의 패널
- TV조선 《우리동네 건강왕》 - 자문의 패널
- TV조선 《다시 사는 이야기 기사회생》 - 자문의 패널
- TV조선 《퍼펙트 라이프》 - 자문의 패널
- TV조선 《질병의 법칙》 - 자문의 패널
- TV조선 《역전의 한방》 - 강연자
- TV조선 《팡팡터지는 정보쇼 알맹이》 - 자문의 패널
- MBN 《천기누설》 - 인터뷰 출연
- MBN 《알약방》 - 인터뷰 출연
- MBN 《특집다큐H》 - 인터뷰 출연
- MBN 《명을 사수하는 사람들 명사수》 - 인터뷰 출연
- MBN 《찾아라! 특종 건강 백서》 - 인터뷰 출연
- MBN 《엄지의 제왕》 - 자문의 패널
- MBN 《한 번 더 체크타임》 - 자문의 패널
- MBN 《대한민국 1% 건강청문회》 - 자문의 패널
- 채널A 《건강스페셜》 - 인터뷰 출연
- 채널A 《질병현상수배 메디컬 공조》 - 자문의 패널
- 채널A 《28청춘》 - 자문의 패널
- 채널A 《100세 프로젝트》 - 자문의 패널
- tvN 《명의들의 경고》 - 인터뷰 출연
- tvN 《프리한 닥터》 - 자문의 패널
- tvN STORY 《슈퍼푸드의 힘》 - 인터뷰 출연